# Frédéric-Henri Mentha
Frédéric-Henri Mentha, também conhecido como Fritz-Henri Mentha (Chaux-de-Fonds, 7 de Abril de 1858, - Neuchâtel, 6 de Março de 1945), foi um jurista, professor, e juiz Suiço.

## Biografia
Filho de Henri Mentha, comerciante, e de Laura Cuche, estudou direito na Academia de Neuchâtel e nas universidades de Berne, Heidelberg, e Paris. Obteve seu doutorado em Berne em 1883. Praticou a advocacia por um ano em 1882. Tornou-se professor de direito civil, penal, e direito de falência na Academia de Neuchâtel de 1883 a 1938. Foi reitor em diversas oportunidades entre 1887 e 1899.
De 1887 a 1937, foi presidente da corte de cassação penal (cour de cassation pénale). Entre 1910 e 1922, passou a escrever, com Virgile Rossel, o Manuel du droit civil Suisse, publicado em três volumes. Contribuiu na elaboração do Código Penal de Neuchâtel (1891), do Código de Processos Penais (1893), do Código Civil Suiço (1907), e da lei federal sobre endividamentos e falência (1889).
Em 1909, foi homenageado com o título de Doctor honoris causa pela Universidade de Genebra. Casou-se em 1886 com Maria Hilty, filha de Carl Hilty, e juntos tiveram uma filha, Bénigne Mentha.

## Obras
· De la Privation des Droits Civiques Selon les Codes Pénaux de la Plupart des Cantons
· Manuel Du Droit Civil Suisse
· Code Federal Des Obligations, Version Francaise: Critique de Quelques Articles (1883)